# Den forsvundne pølsemaker
Den forsvundne pølsemaker är en norsk komedifilm från 1941 i regi av Toralf Sandø. I rollerna ses bland andra Leif Juster,  Ernst Diesen och Joachim Holst-Jensen.

## Handling
Korvfabrikör H. Brand försvinner en dag oförklarligt från sitt hem. Fru Brand kontaktar två privatdetektiver, Stein Rask och Simon Gløgg, som åtar sig fallet. De hittar en del spår, bland annat ett fotografi av dansaren Flora som uppträder på Maxim. Rask söker upp Flora på teatern och när de tillsammans är i hennes garderob kommer hennes vän, förbrytaren Barratt dit. Rasks närvaro gör honom arg och Rask låser därför in honom och Flora i garderoben. Rask lyckas dock irra ut på scenen där det för tillfället pågår en amatörteatertävling. Publiken tror att han är en av deltagarna och han börjar därför sjunga en visa. Visan imponerar inte på publiken och han blir bortföst från scenen.
På Maximteatern finns den unge skådespelaren Johansen som är förlovad med Brands dotter Solveig. Hon har noterat att Flora flörtar med hennes fästman och söker därför upp flora för att tala med henne. En uppgörelse följer där Barratt, hans medhjälpare Bukki Matti och Flora visar sina rätta ansikten. Solveig och Johansen blir tillsammans med slaktaren Jensen och hans förlovade Malla Hansen bundna och bortskickade. Rask blir även han bunden och förd till en källare. Till slut blir förbrytarna gripna och detektiverna får sin belöning.

## Rollista
- Leif Juster – privatdetektiv Stein Rask
- Ernst Diesen – assistent Simon Gløgg
- Joachim Holst-Jensen	 – korvfabrikör H. Brand
- Eva Steen – fru H. Brand
- Eva Lunde – Solveig Brand
- Jens Gundersen – skådespelare Ivar Johansen
- Kristian Hefte  – slaktare Rudolf Jensen
- Wenche Klouman – Malla Hansen
- Leif Enger – Barratt
- Lisi Caren – Flora
- Kari Diesen – husa
- Marie Therese Øgaard – Marie Therese
- Jon Sund – konferenciern
- Jack Fjeldstad – kypare
- Herman Hansen – man på spårvagnen
- Harald Aimarsen – Brodersen
- Inger Jacobsen – radiosångare (röst)
- Tryggve Larssen	 – Bukki Matti
- Pehr Qværnstrøm – slaktare Olsen

## Om filmen
Den forsvundne pølsemaker är Toralf Sandøs andra filmregi efter debuten med Bør Børson jr. (1938). Den bygger på Lorentz Normann Kvams roman med samma namn, vilken omarbetades till filmmanus av Sandø. Filmen producerades av bolaget Merkur Produksjon AS med Ernst Ottersen som produktionsledare. Den fotades av Kåre Bergstrøm och klipptes av Olav Engebretsen. Arthur Barking och Jack Fjeldstad var inspicienter. Filmen premiärvisades den 26 december 1941 i Norge.

## Musik
- "Pølsemaker, pølsemaker" – Foxtrot (Kristian Hauger-Per Kvist). Inspelad av Leif Juster, sång, Kristian Haugers dansorkester i Oslo 4 december 1941. Utgiven på 78-varvaren Telefunken T-8372.
- "Størmann på Måka" – Vals (Jolly Kramer-Johansen). Inspelad av Leif Juster, sång, Kristian Haugers dansorkester i Oslo 4 december 1941. Utgiven på 78-varvaren Telefunken T-8372.
- "Du er alltid i mine tanker" – Slowfox (Kristian Hauger-Per Kvist). Inspelad av Inger Jacobsen, Kristian Haugers dansorkester i Oslo 4 december 1941. Utgiven på 78-varvaren Telefunken T-8373.
- "To små hjerter" – Slowfox (Jolly Kramer-Johansen). Innspilt av Inger Jacobsen, Kristian Haugers dansorkester i Oslo 4 december 1941. Utgiven på 78-varvaren Telefunken T-8373.